# Conacul Atanasevici din Valeapai
Conacul Atanasevici din satul Valeapai, comuna Ramna, județul Caraș-Severin este un monument istoric construit la mijlocul secolului XIX. Conacul Atanasevici din Valeapai a fost inclus pe Lista monumentelor istorice din județul Caraș-Severin din anul 2015, având codul de clasificare  CS-II-m-B-11223 

## Istoric
Conacul Atanasevici a fost ridicat începând cu anul 1840 de către frații Marcel și Emil Atanasevici, membrii unei familii nobiliare sârbești, deveniți proprietari ai ținuturile din aceasta zonă pe baza serviciilor aduse Imperiului Habsburgic. La ridicarea ansamblului au fost folosiți meșteri sârbi și coloniști italieni.
Terenul va ajunge în proprietatea unei nepoate a fraților Atanasevici, iar ulterior soțul acesteia va arenda moșia nobilului Ambrozy Bela. După Primul Război Mondial moșia trece în proprietatea familiei Riesz care o va păstra până în momentul naționalizării din 1947. În perioada comunistă conacul a avut mai multe destinații printre care Casă de Nașteri, sediu CAP sau loc de cazare pentru muncitorilor sezonieri.